# Харсуси
Харсуси (самоназвание: [ħʌrsiːjət]) — один из современных южноаравийских языков, распространённый в некоторых районах оманской провинции Дофар. Также язык народа харасуси.
Первые исследователи харсуси и других современных южноаравийских языков приняли их за специфическую группу арабских диалектов, но затем стало ясно, что между ними и арабским языком слишком много различий. После этого были попытки связать их с древними (эпиграфическими) южноаравийскими языками в качестве их продолжения. Ныне в научном сообществе наиболее распространено мнение о единой периферийной группе южных семитских языков, в которую входят современные и древние южноаравийские, а также эфиосемитские языки.
Язык бесписьменный. По данным справочника Ethnologue, число носителей составляет около 600 человек. По другим данным (H. Mutzafi, 1998), имеется от 1000 до 2000 носителей.
Близкородственен языку мехри, однако обычно рассматривается как отдельный язык. Большинство носителей владеет также арабским языком.